# جيمس كافاناه
جيمس كافاناه (بالإنجليزية: James Cavanagh)‏ هو لاعب كرة قاعدة أمريكي، ولد في 1850 في المملكة المتحدة، وتوفي في 14 أكتوبر 1890.

## وصلات خارجية
- جيمس كافاناه على موقعبيزبول رفرنس.كوم (الدوري الرئيسي) (الإنجليزية)